# Parti républicain (Maldives)
Pour les articles homonymes, voir Parti républicain.
Le Parti républicain, (en maldivien : ޖުމްހޫރީ ޕާޓީ) est un parti politique maldivien fondé en 2008 et dirigé par Qasim Ibrahim.

## Histoire
Le parti est en coalition avec le Parti progressiste des Maldives et l'Alliance pour le développement des Maldives pour les élections législatives maldiviennes de 2014.
Après la mise en place à partir de 2013 d'un régime autoritaire par le président Abdulla Yameen, élu en 2013, et l'invalidation de la candidature de l’ancien président déchu Mohamed Nasheed par la commission électorale, Ibrahim Mohamed Solih est désigné candidat du Parti démocrate maldivien pour l'élection présidentielle de 2018. Il est à la tête d'une coalition hétéroclite d'opposition. Celle-ci se compose du PDM, de la faction pro-Gayoom du PPM, du Parti républicain et du Parti de la justice. Solih prend alors Naseem comme colistier. Les médias ne couvrent pas la campagne électorale du binôme d'opposition, de crainte de représailles, mais celui-ci l'emporte à la surprise générale,.

## Résultats électoraux

### Élections présidentielles
| Année | Candidat      | Voix   | %     | Résultat |
| ----- | ------------- | ------ | ----- | -------- |
| 2008  | Qasim Ibrahim | 27 056 | 15,32 | 4e       |
| 2013  | Qasim Ibrahim | 48 131 | 23,35 | 3e       |
| 2023  | Qasim Ibrahim | 5 560  | 2,47  | 5e       |

### Élections législatives
| Année | Voix   | %     | Sièges  | Gouvernement                              |
| ----- | ------ | ----- | ------- | ----------------------------------------- |
| 2009  | 7 001  | 4,22  | 1 / 77  | Opposition                                |
| 2014  | 25 149 | 13,56 | 15 / 85 | Opposition (2014-2018), Solih (2018-2019) |
| 2019  | 23 452 | 11,45 | 5 / 87  | Solih (2019-2023), opposition (2023-2024) |
| 2024  | 3 141  | 1,49  | 1 / 93  | Opposition                                |